# فرودگاه اویتاش
فرودگاه اویتاش (به روسی: Аэропорт Уйташ) فرودگاهی عمومی واقع در مخاچ‌قلعه در کشور روسیه است که توسط عمومی دولت روسیه اداره می‌شود.این نام به افتخار آمت خان سلطان ، خلبان جنگنده جنگ جهانی دوم ، دو بار قهرمان اتحاد جماهیر شوروی گرفته شده است . این نام توسط تاتارهای کریمه ، که آمت خان آشکارا به آنها وابسته بود، به عنوان تلاشی برای جداسازی ریشه های خود بحث برانگیز بود.
شرکت هواپیمایی جنوب شرق (قبلاً هواپیمایی داغستان) دفتر مرکزی خود را در ملک فرودگاه داشت. 

## سوانح
- در 15 ژانویه 2009، 4 نفر بر اثر برخورد دو هواپیمای ایلیوشین ایل-76 و آتش گرفتن جان خود را از دست دادند.
- در 4 دسامبر 2010، پرواز 372 خطوط هوایی جنوب شرقی، توپولف Tu-154M با 160 مسافر و 8 خدمه در مسیر ماخاچکالا، به دلیل از کار افتادن همه موتورها در فرودگاه بین المللی دوموددوو مسکو سقوط کرد. دو نفر از 160 مسافر جان باختند.

## شرکت‌های هواپیمایی و مقصدهای پروازی
| شرکت‌های هواپیمایی                 | مقصدهای پروازی                                       |
| --------------------------------- | ---------------------------------------------------- |
| آئروفلوت اجرا توسط روسیه ایرلاینز | ونوکووا                                              |
| اطلس گلوبال                       | آتاترک                                               |
| فلای‌دبی                           | دوبی (آغاز از ۳۱ اکتبر ۲۰۱۷)                         |
| جورجین ایرویز                     | فصلی: تفلیس                                          |
| نورداستار                         | دوموده‌دوو                                            |
| پابیدا                            | ونوکووا, پالکوو, سورگوت                              |
| اسکات ایرلاینز                    | آقتائو                                               |
| یوتی‌ایر اوییشن                    | ونوکووا، مینرالنیه وودی، روستوف-نا-دونو فصلی: سورگوت |